# Svárov (Kladnói járás)
Svárov település Csehországban, a Kladnói járásban. Svárov Unhošť, Ptice, Chyňava és Červený Újezd településekkel határos. Lakosainak száma 603 fő (2024. január 1.).

## Népesség
A település lakosságának változását az alábbi diagram mutatja:
| Lakosok száma | 294  | 319  | 312  | 252  | 207  | 195  | 584  | 600  | 606  | 603  |
|               | 1869 | 1890 | 1921 | 1950 | 1980 | 2001 | 2017 | 2019 | 2022 | 2024 |